# Colanzulí
Colanzulí ist ein Ortsteil des Dorfes Rodeo Colanzulí im Nordwesten Argentiniens. Er befindet sich im Departamento Iruya der Provinz Salta in 23 km Entfernung zum Dorf Iruya. Zum benachbarten Ortsteil Río Grande sind es etwa 2,5 km über die unbefestigte Landstraße Ruta Provincial 165-S.
Colanzulí gehört zur Finca Santiago, dem ersten Gemeinschaftsanwesen Argentiniens. In Colanzulí leben etwa 30 Familien von Bauern, Hirten und Kunsthandwerkern.
Colanzulí besteht aus den beiden Teilen Abra Laite und Campo Tapial. Bei Abra Laite, im Süden von Colanzuli, entspringt der Fluss Iruya, der an dieser Stelle "Colanzulí" genannt wird. 2 km nördlich von Abra Laite liegt Campo Tapial. Dort befindet sich die Grundschule (escuela Nº4113) des Dorfes Rodeo Colanzulí. Etwa 95 Schüler besuchen die Schule, die über eine Übernachtungsmöglichkeit für Kinder aus entfernter liegenden Orten verfügt.
Der Name "Colanzuli" stammt aus dem Quechua und bedeutet so viel wie "Ort der violetten Steine".

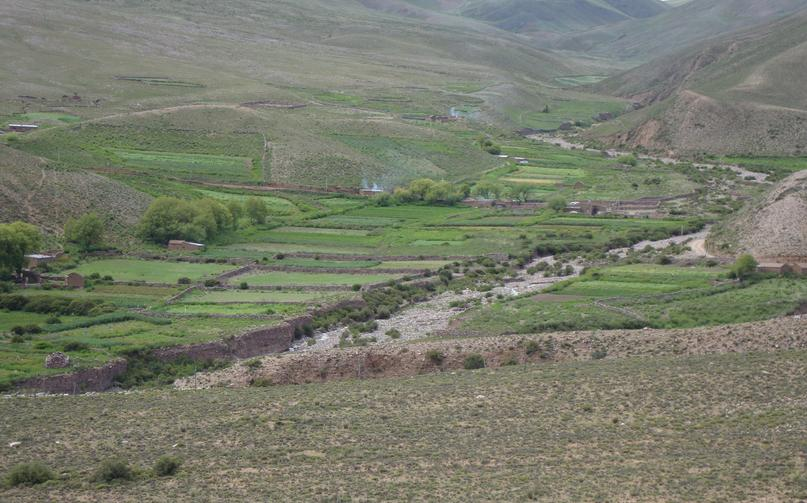
Abra Laite
Lage:

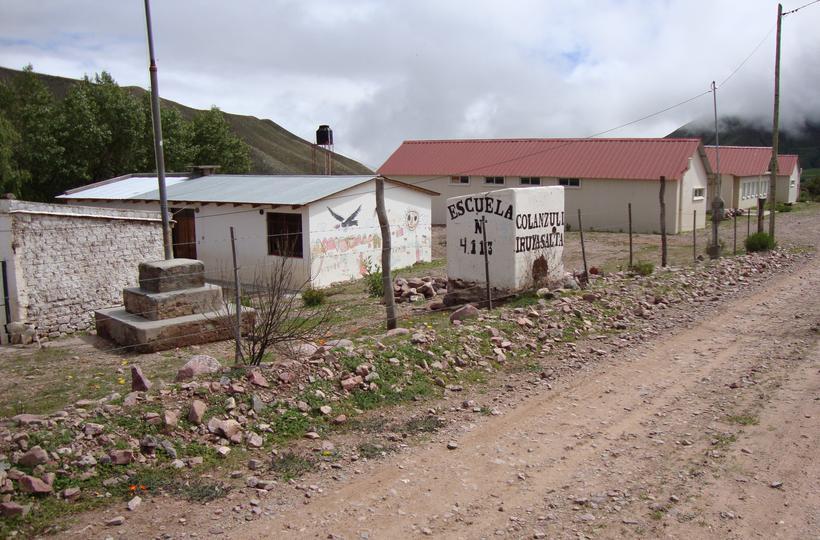
Grundschule (escuela Nº4113) von Rodeo Colanzulí in Campo Tapial
Lage:

Von Iruya nach Colanzulí fahren Busse über die Ruta Provincial 133. Der Bus hält an der Haltestelle Abra Colorada (Lage: 22° 53′ S, 65° 15′ W). Von dort aus erreicht man den Ort über die Ruta Provincial 165-S in einer halben Stunde Fußmarsch. Von Iruya aus erreicht man das Dorf zu Fuß in etwa vier Stunden.